# لورا ویسبکر
لورا ویسبکر (به انگلیسی: Laura Weissbecker) (زاده ۳ اکتبر ۱۹۸۴) بازیگر فرانسوی است.
از فیلم‌های معروف او می‌توان به فیلم زودیاک چینی اشاره کرد.